# Pałac Mycielskich w Kobylepolu w Poznaniu
Pałac Mycielskich w Kobylepolu w Poznaniu – nieistniejący pałac rodziny hrabiego Mycielskiego. Usytuowany był w dolinie rzeki Cybiny w Kobylepolu w Poznaniu. Obecnie w tym miejscu istnieje polana, zwana potocznie polaną Mycielskich.

## Historia
Pierwotnie w tym miejscu stał dwór rodziny Koźmińskich. W 1759 roku hrabia Józef Mycielski żeniąc się z Franciszką Ksawerą Koźmińską stał się właścicielem posiadłości. W latach 1842–1844 (wnętrza ukończono do 1855 roku) wzniósł pałac na skraju rozległej polany nad doliną Cybiny, który był jego siedzibą do wybuchu II wojny światowej w 1939 roku. Rezydencja została zbudowana w stylu toskańskiej willi, według projektu niemieckiego architekta Friedricha Augusta Stülera.
Po zajęciu pałacu przez Niemców urządzono w nim sierociniec (Kinderheim) dla dzieci z par mieszanych polsko-niemieckich, polskich dzieci przeznaczonych do zniemczenia i sierot niemieckich. Pałac spłonął podczas działań wojennych razem z bogato wyposażonym wnętrzem. Według innych źródeł, pałac po ustaniu walk mogli podpalić Polacy. W pobliżu pałacu stała figura św. Jana Nepomucena z 1694 roku ufundowana przez Franciszka Skaławskiego, odnowiona w 1890 roku przez hrabiego Józefa Mycielskiego, ówczesnego właściciela Kobylepola. Ustawiona na cokole rokokowym, frontem zwrócona była do obecnej ul. abp. Walentego Dymka. Przetrwała II wojnę światową bez uszkodzeń. W 1957 roku została przeniesiona przed pałac arcybiskupi na Ostrowie Tumskim.
Do dzisiaj zachowała się część bramy do pałacowego parku, fragmenty parku i kolumna z westybulu, która służy jako podstawa figury Matki Boskiej stojącej w pobliżu.

## Galeria

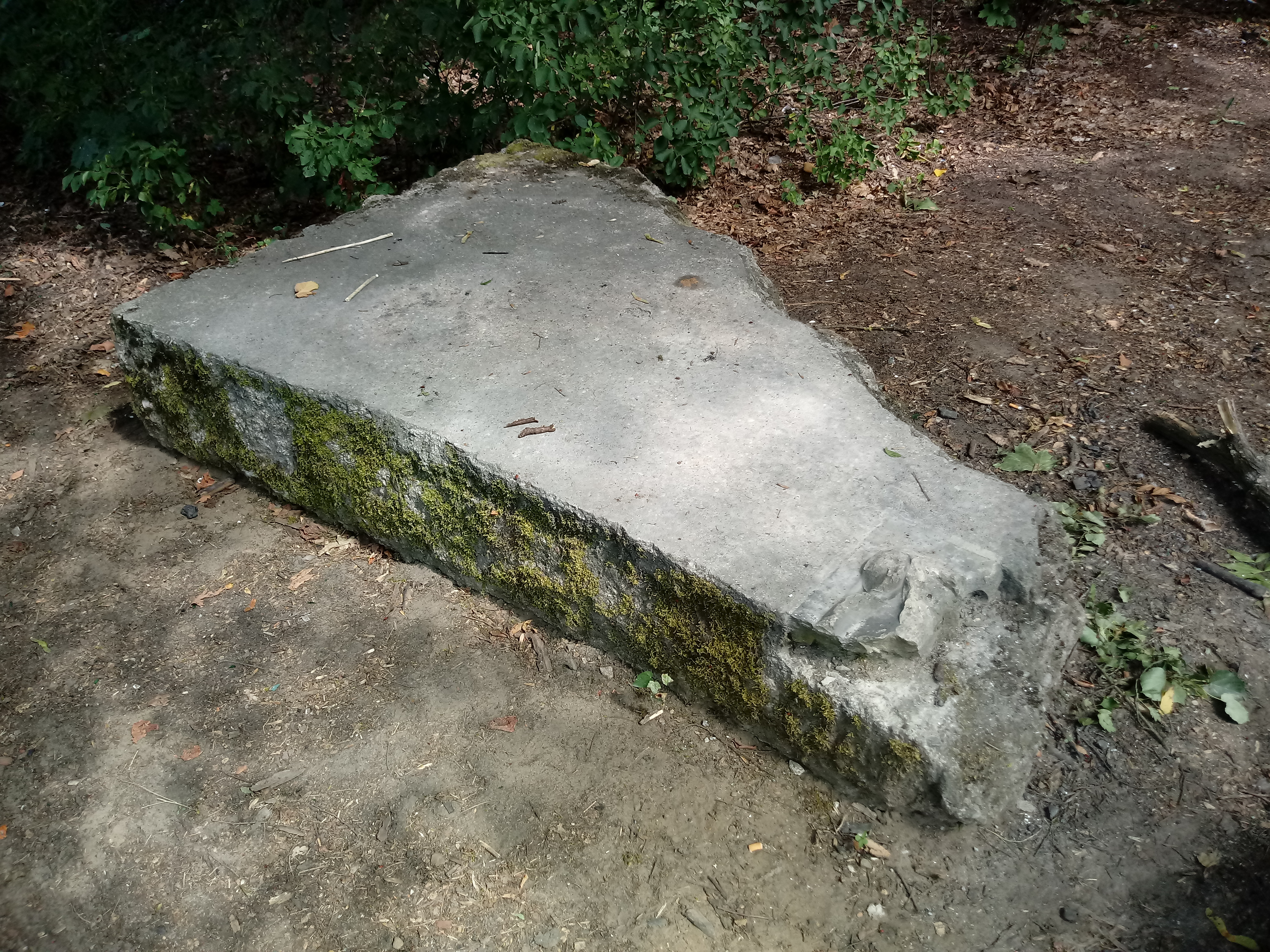
Zachowany fragment ściany pałacu z widocznym (prawy, dolny róg), prawdopodobnie herbem „Dołęga” hrabiego Mycielskiego
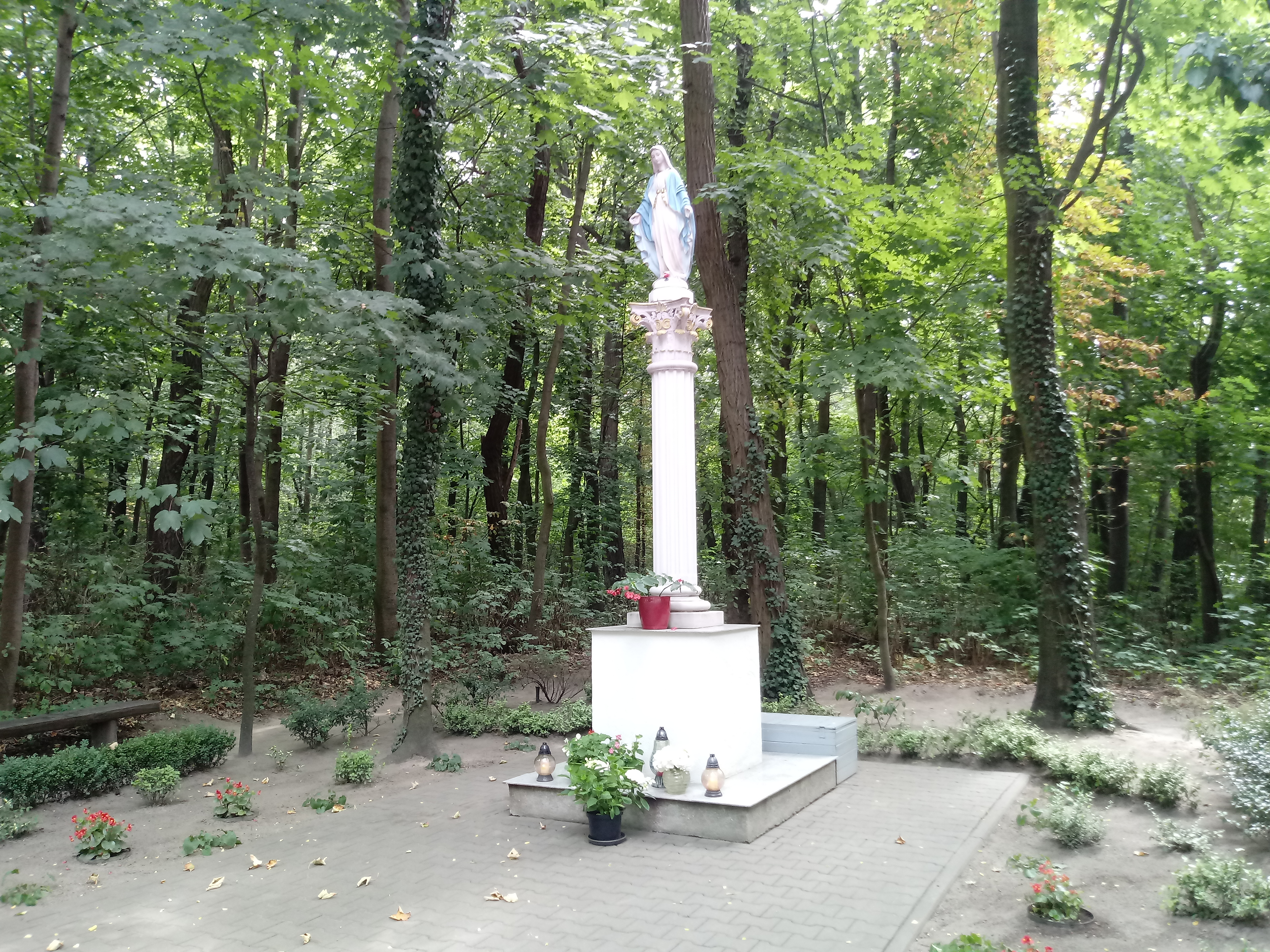
Figura Matki Boskiej na kolumnie pochodzącej z westybulu pałacu
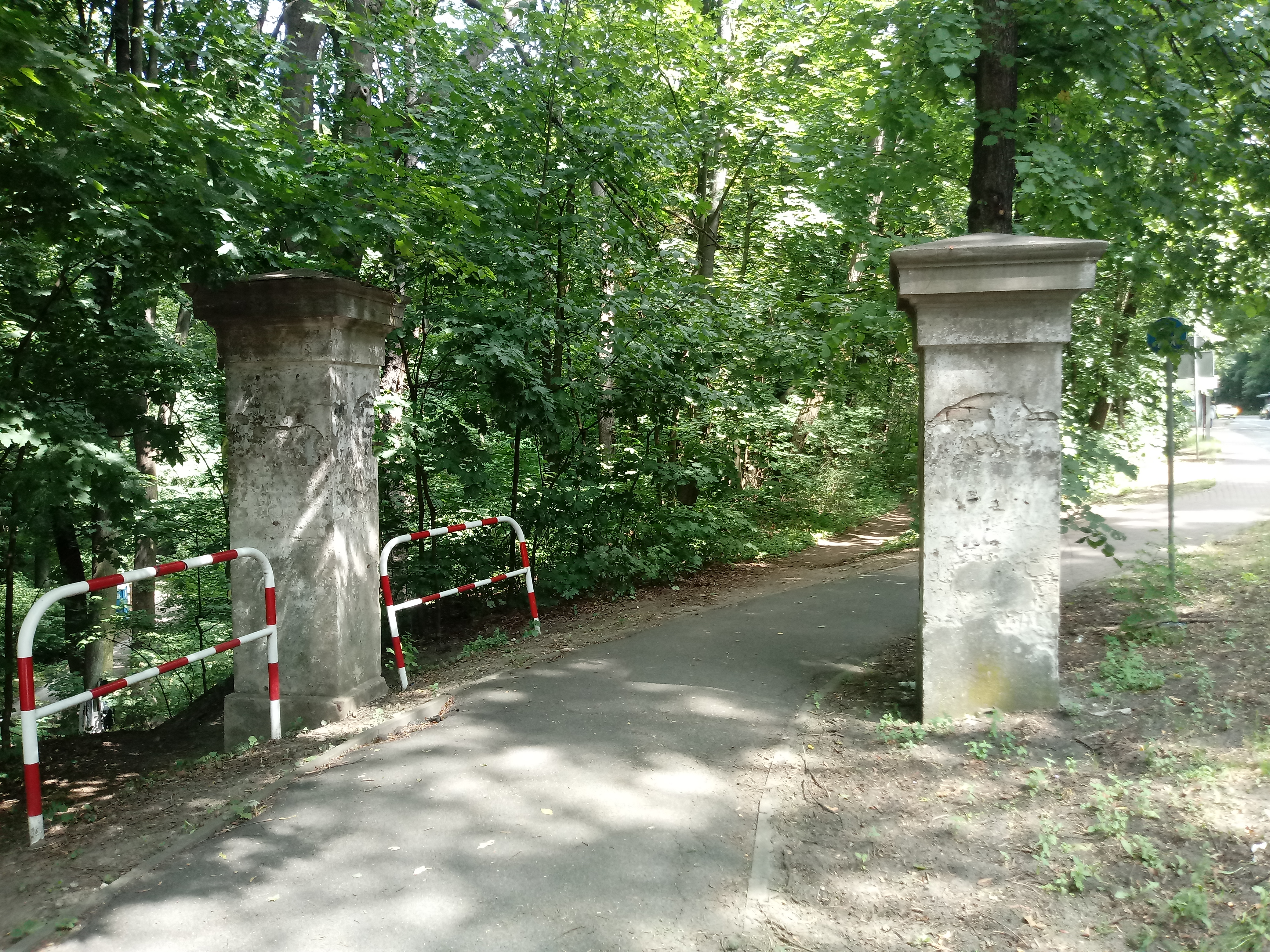
Pozostałość bramy wjazdowej do pałacu (2019)